# Ambigato
Ambicato (ante 600 a.C.) è stato un principe gallo, re dei Biturigi secondo Tito Livio.
Il nome Ambicato è costituito da ambi (che significa due) e catu (che vuol dire battaglia). L'onomanzia latina lascia intendere che questo re era colui che combatte su due fronti, come Giano per i Romani, che era il dio degli inizi e il signore del tempo.
Secondo altra tradizione, Ambicato è un re nel senso di rex (latino) e rix (celtico): rix è colui che traccia la linea celeste e quella terrestre per mezzo dello scettro augurale, ovvero chi traccia la retta via.

## La leggenda
Ambicato era il capo della tribù egemone nella Gallia e avrebbe rappresentato un potere monarchico strettamente connesso con il potere religioso gestito dai Druidi, che si riunivano annualmente in un locus consecratus, riconosciuto da tutte le tribù celtiche.

## La storia

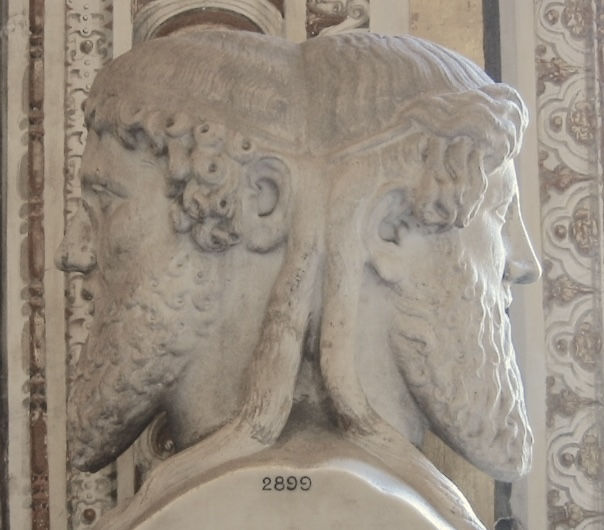
Giano

Il racconto liviano parte da un re "dio degli inizi" per i Celti. Per i Romani, Giano era stato il primo re del Lazio e il fondatore della regalità nel mitico tempo delle origini di Roma.
Giano era infatti "il buon creatore", "il padre degli dèi", come lo salutavano i sacerdoti Salii.
Come per i Romani Giano era un dio iniziatore, l'unico in grado di consentire la continuità della tradizione, così Ambicato era all'origine della civilizzazione della Cisalpina, anche se non in prima persona bensì per il tramite di un suo nipote mandato a compiere la missione.
Per la datazione del regno di Ambicato Tito Livio fornisce alcuni indizi:
- la data in cui Tarquinio Prisco regnò a Roma (616 a.C. - 579 a.C.)
- la data degli avvenimenti relativi a Belloveso (circa duecento anni prima dell'invasione di Roma da parte di Brenno nel 387 a.C.)
- la data in cui le truppe di Belloveso aiutarono gli abitanti di Massalia, attaccati dai Salvi (tra la fine del VII e l'inizio del VI secolo a.C.)

Il regno di Ambicato, secondo Livio, si sarebbe quindi situato intorno al 600 a.C.

## Il regno di Ambigato
Stando alla narrazione di Livio (Ab urbe condita libri), circa sei secoli prima della nascita di Cristo, viveva, al di là delle Alpi, un re-pastore chiamato Ambigato, assai potente per valore e per ricchezze.

Una sera, sul finire dell'inverno, alla luce oscillante di una torcia, Ambigato se ne stava seduto sotto la sua tenda di pelli in compagnia dei nipoti Belloveso e Segoveso, giovani dall'aspetto bello e forte e dai lunghi capelli color del rame.

Bevevano in silenzio, mentre la pioggia continuava a cadere sulle pelli delle tende.
 
Il vecchio re disse ai due giovani che non era più possibile vivere nel villaggio, in quanto i pascoli scarseggiavano e la popolazione era fortemente aumentata. Occorreva cercare nuove terre e nuovi pascoli, ma il re era troppo vecchio per poter partire, 
quindi sarebbe toccato alle nuove generazioni il compito di individuare nuovi territori su cui insediarsi.

Fu così che, dopo aver interpretato gli auspici divini, i due giovani condottieri partirono, portando con sé un gran numero di persone che non potevano più sfamarsi se restavano nel territorio natale dei Biturigi. A Belloveso si ascrive la leggendaria fondazione di Milano.